# Estación de Chilches
Chilches (en valenciano Xilxes)  es un apeadero ferroviario situado en el municipio español homónimo en la provincia de Castellón, Comunidad Valenciana. Forma parte de la línea C-6 de Cercanías Valencia operada por Renfe.

## Situación ferroviaria
La estación se encuentra en el punto kilométrico 43 de la línea férrea de ancho ibérico que une Valencia con San Vicente de Calders a 8,48 metros de altitud.

## Historia
La estación fue inaugurada el 25 de agosto de 1862 con la apertura del tramo Sagunto-Nules de la línea que pretendía unir Valencia con Tarragona. Las obras corrieron a cargo de la Sociedad de los Ferrocarriles de Almansa a Valencia y Tarragona o AVT que previamente y bajo otros nombres había logrado unir Valencia con Almansa. En 1889, la muerte de José Campo Pérez principal impulsor de la compañía abocó la misma a una fusión con Norte. En 1941, tras la nacionalización del ferrocarril en España la estación pasó a ser gestionada por la recién creada RENFE. 
Desde el 31 de diciembre de 2004 Renfe Operadora explota la línea mientras que Adif es la titular de las instalaciones ferroviarias.

## Servicios ferroviarios

### Cercanías
Los trenes de cercanías de la línea C-6 realizan parada en la estación.
| procedencia/destino | < estación | Línea | estación > | destino/procedencia   |
| ------------------- | ---------- | ----- | ---------- | --------------------- |
| Valencia-Norte      | La Llosa   |       | Moncofar   | Castellón de la Plana |